# バーボン・ストリート

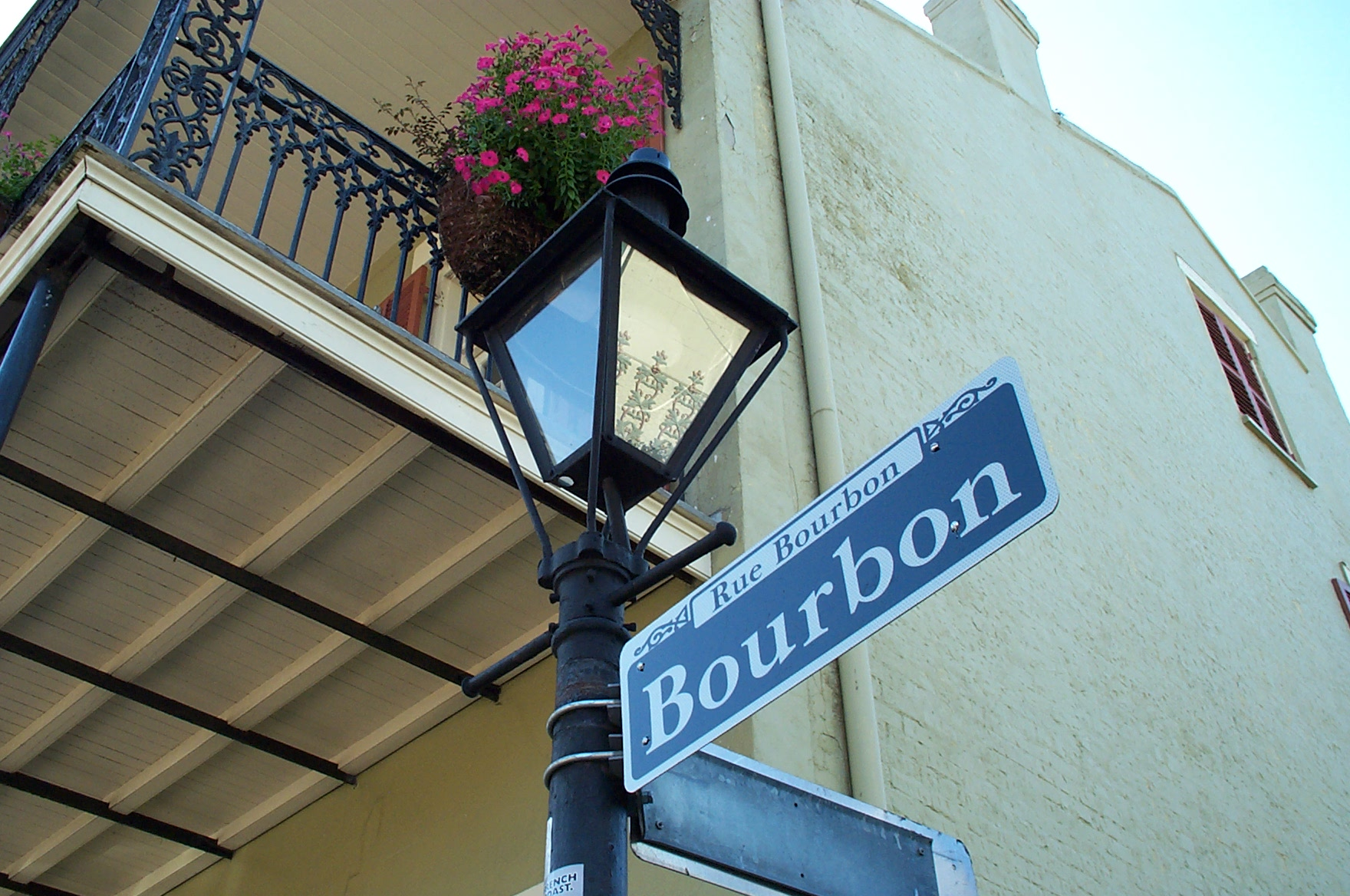
バーボン・ストリートのサイン

バーボン・ストリート（英: Bourbon Street、仏: Rue Bourbon）は、アメリカ合衆国ルイジアナ州ニューオーリンズのフレンチ・クオーターを横切る著名で歴史的な通りの名称である。

## 概要
1718年にニューオーリンズ市が設立された当時は、市はフレンチ・クオーターの周辺地域に限定されていた。以降、ニューオーリンズ市は拡張されていったが、現在もフレンチ・クオーターが文化的な中心地であることに変わりはなく、中でもバーボン・ストリートは観光名所として知られている。
バーボン・ストリートの中でも最も人々がよく訪れるのは、"アッパー・バーボン・ストリート"と称されるカナル・ストリートに近い8ブロックに渡る地域で、観光名所が集中している。バーボン・ストリートはカナル・ストリートより始まり（カナル・ストリートを隔てた向かい側の通りはニューオーリンズの中心業務地区を走るカロンデレット・ストリートである）、大まかに言うとミシシッピ川と並行してフレンチクオーターを横切る形で延びている。フレンチ・クオーターを抜けてフォーバーグ・マリニー地区へ入りポージャー・ストリートに名前が変わったところで終わっている。（ポージャーは、19世紀にバーボンの延長線上の通りとして命名されている）バーボン・ストリートの名前は、ニューオーリンズ市が設立された当時、フランスを支配していたフランスの王族、ブルボン家に由来している。
バーボン・ストリートには、多くのバー、レストラン、ストリップ小屋、土産物店が軒を連ねる。フレンチ・クオーター内のストリップ小屋の多くはアッパー・バーボン地域に店を構えている。その中にはリックス・キャバレー、テンプテーションズ、ラリー・フリンツ・ベアリー・リーガル・クラブなどがある。もう少し中心に入っていくと、ジョニー・ホワイツ、パット・オブライエンズ、フェイマス・ドア、ラズー、キャッツ・ミャーオなどの有名なバーが多く立ち並んでいる。
セントアン・ストリートとの交差点から北東方面の数ブロックは、ニューオーリンズのゲイ・コミュニティが活況を呈している。ニューオーリンズ最大のゲイのナイトクラブ、バーボン・パブやオズなどが存在する。カフェ・ラフィート・イン・エグザイルは米国で最も古いゲイ・バーとして知られており、長きに渡る興味深い歴史を有している。ニューオーリンズの最も有名なマルディグラのイベント、バーボン・ストリート・アワードはかつてこのバーが主催していた。
デュメイン・ストリートからポージャー・ストリートまでの地域では、バーボン・ストリートは主に住宅街であり、地元民が通う商店も点在している。バーボン・ストリートには、非常に人気のあるバー、ジャン・ラフィッツ・ブラックスミス・ショップもある。
バーボン・ストリートは日中はその大部分は静かだが、夜になると活気を取り戻す。フレンチ・クオーターで行われる多くのフェスティバルの期間中は特に賑わいを見せる。その中には恒例のマルディグラがあり、このときにはバーボン・ストリートは多数の観光客で溢れる。フレンチ・クオーターにはアルコール飲料規制が存在しないため、ハリケーン・カクテル、ハンド・グレネード、ビッグ・アス・ビア（大きなプラスチックのカップに入った生ビール）などを飲みながら歩く観光客で賑わっている。バーボン・ストリートが会場となるその他のフェスティバル、イベントには、フレンチ・クオーター・フェスティバル、サザン・デカデンスなどがある。
バーボン・ストリートの古く人気のあるレストランのひとつは、1905年開店のガラトアーズ (Galatoire's) である。中に入るために通り沿いに並ぶ客の長蛇の列で知られている。特に金曜日は列が長い。

## 2025年のテロ事件
2025年1月1日、新年のお祝いでにぎわうバーボン・ストリートにピックアップトラックが突入。群衆をなぎ倒した後、運転した男が車外に出て発砲を繰り返し、少なくとも15人が死亡し、少なくとも35人が負傷した。犯人の男は現場で警官に射殺され、元軍人であることが明らかにされた。トラックからは即席爆発装置とイスラム国（ISIL）の旗が見つかった。
事件後、バーボン・ストリートの入口には、ボラード（車止めの一種）の設置が進められた。

## 楽曲
- バーボン・ストリート・パレード（英語版）: ディキシーランド・ジャズのスタンダード・ナンバーとして有名。1955年にポール・バーバリン（英語版）が作曲した。